# Al Barr
 (octobre 2018).
Si vous disposez d'ouvrages ou d'articles de référence ou si vous connaissez des sites web de qualité traitant du thème abordé ici, merci de compléter l'article en donnant les références utiles à sa vérifiabilité et en les liant à la section « Notes et références ».
Pour les articles homonymes, voir Barr.
Al Barr, de son vrai nom Alexander Martin Barr, est le chanteur du groupe de punk celtique Dropkick Murphys. Il est né en 1968 à Hanover dans le New Hampshire. Il est aussi le membre fondateur du groupe de street punk / oi! The Bruisers.
Bien que ses compagnons de Dropkick Murphys soient tous de descendance irlandaise, Al Barr est de descendance écossaise. Al a une femme, Jess, et un garçon nommé Strummer en hommage à Joe Strummer de The Clash.
Al Barr est apparu sur le premier album du groupe Roger Miret and the Disasters, sur la chanson Screw You, mais aussi sur l'album My Riot sur la chanson Once were Warriors.

## Discographie
| Année | Artiste/Groupe                | Album                                                             | Contribution   |
| ----- | ----------------------------- | ----------------------------------------------------------------- | -------------- |
| 1989  | The Bruisers                  | Intimidation                                                      | Chant          |
| 1990  | The Bruisers                  | Independence Day                                                  | Chant          |
| 1991  | The Bruisers                  | American Night                                                    | Chant          |
| 1993  | The Bruisers                  | Cruisin' for a Bruisin'                                           | Chant          |
| 1994  | The Bruisers                  | Gates of Hell                                                     | Chant          |
| 1996  | The Bruisers                  | Up in Flames                                                      | Chant          |
| 1997  | The Bruisers                  | Still Standing Up                                                 | Chant          |
| 1998  | The Bruisers                  | The Authorized Bruisers: Anything You Want It's All Right Here... | Chant          |
| 1999  | Dropkick Murphys              | The Gang's All Here                                               | Chant          |
| 2001  | Dropkick Murphys              | Sing Loud, Sing Proud                                             | Chant          |
| 2002  | Devil Inside                  | 36 Karat                                                          | Chant          |
| 2003  | Dropkick Murphys              | Blackout                                                          | Chant          |
| 2003  | Street Dogs                   | Savin Hill                                                        | Chant d'invité |
| 2005  | Dropkick Murphys              | The Warrior's Code                                                | Chant          |
| 2006  | Icepick                       | Violent Epiphany                                                  | Chant d'invité |
| 2006  | Roger Miret and the Disasters | My Riot                                                           | Chant d'invité |
| 2007  | Dropkick Murphys              | The Meanest Of Times                                              | Chant          |
| 2008  | Danny Diablo                  | Hardcore 4 The Coldhearted                                        | Chant d'invité |
| 2011  | Dropkick Murphys              | Going Out in Style                                                | Chant          |
| 2011  | The Rabble                    | Life's a Journey                                                  | Chant d'invité |
| 2012  | Various artists               | Respect Your Roots                                                | Chant d'invité |
| 2013  | Dropkick Murphys              | Signed and Sealed in Blood                                        | Chant          |
| 2016  | Noi!se                        | The Real Enemy                                                    | Chant d'invité |
| 2016  | Ancora                        | Door Weer En Wind                                                 | Chant d'invité |
| 2017  | Dropkick Murphys              | 11 Short Stories of Pain and Glory                                | Chant          |
| 2017  | Agnostic Front                | Iron Chin                                                         | Chant d'invité |
| 2021  | Dropkick Murphys              | Turn Up That Dial                                                 | Chant          |
| 2023  | The Defiant                   | If We're Really Being Honest                                      | Chant d'invité |
| 2025  | Dropkick Murphys              | For The People                                                    | Chant d'invité |